# St.-Johannis-Kirche (Poppenbüll)

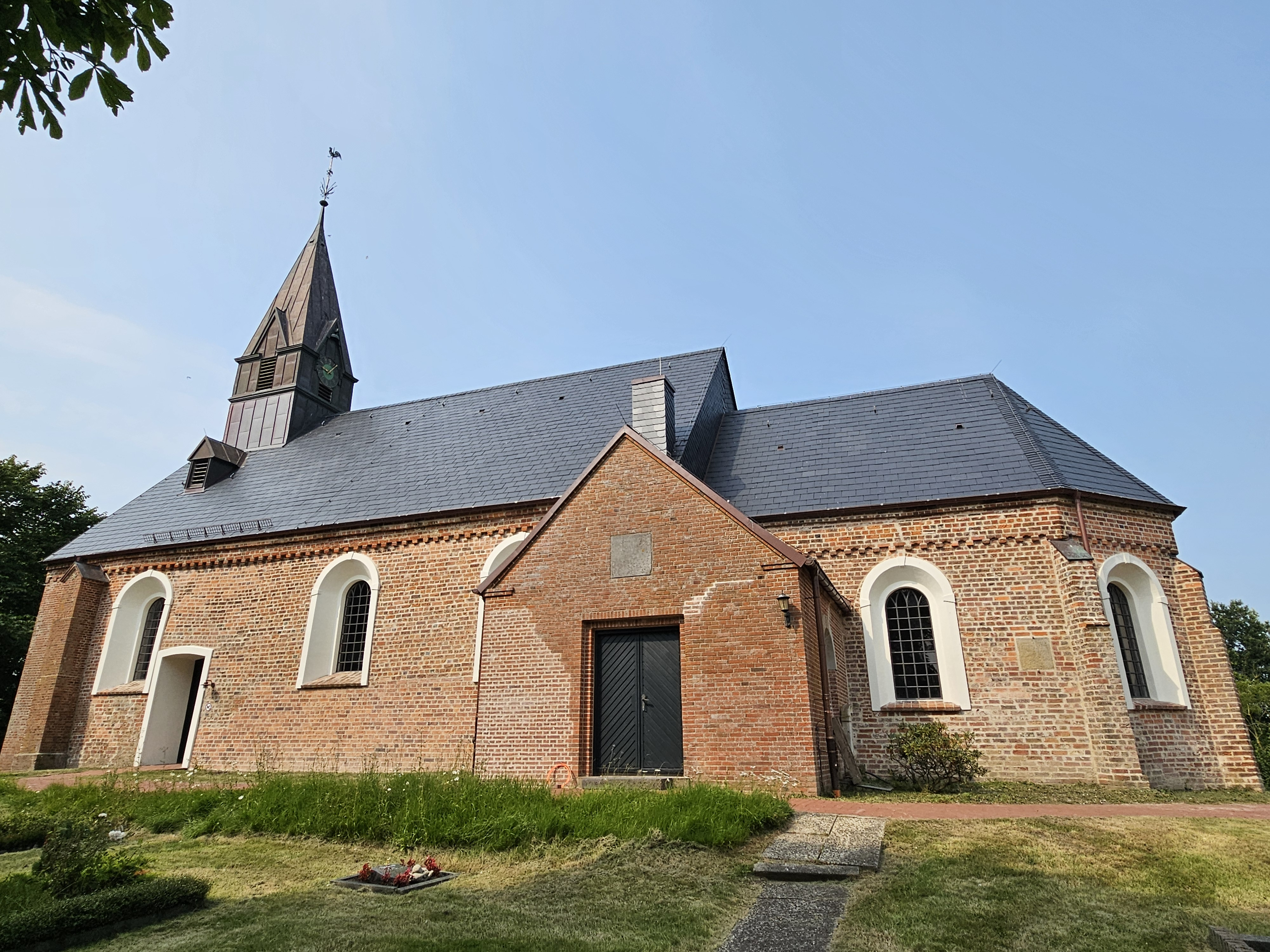
Außenansicht (2024)

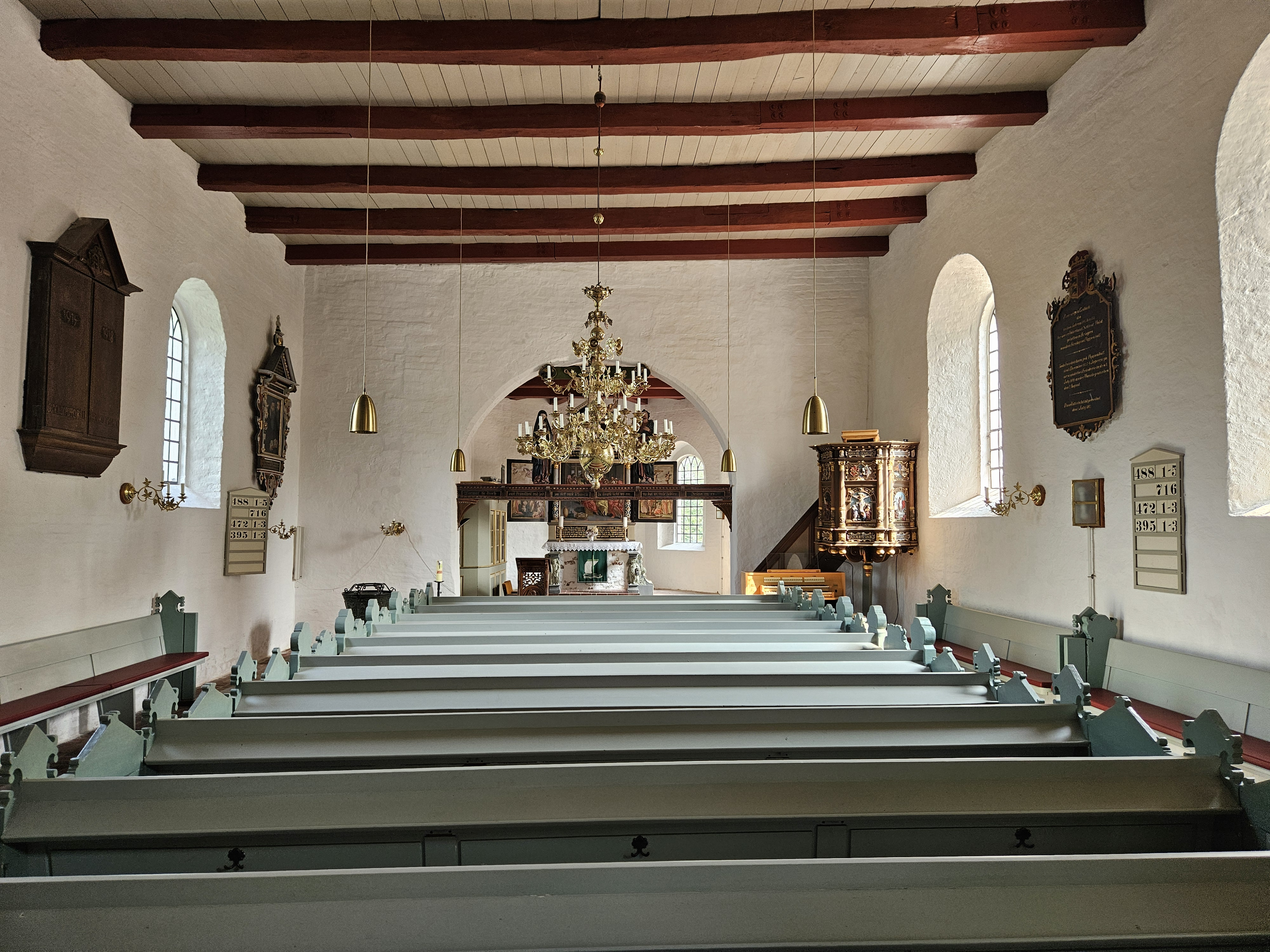
Kirchenraum (2024)

Die St.-Johannis-Kirche ist eine 1113 gegründete Kirche in Poppenbüll auf Eiderstedt in Nordfriesland. Die aus Backstein errichtete Kirche vereinigt romanische und gotische Elemente. Sie liegt auf einer Warft und ist der Nachfolgebau einer Kapelle aus dem 10. Jahrhundert.

## Geschichte
Die St. Johannis Kirche in Poppenbüll wurde im Jahr 1113 erbaut und ist damit eine der ältesten Kirchen in der Region Eiderstedt. Sie steht auf einer Warft und ist der Nachfolgebau einer noch älteren Kapelle aus dem 10. Jahrhundert. Die Gründung der Kirche fällt in eine Zeit, als die Christianisierung und Besiedlung des Gebiets voranschritt.
Laut der Chronicon Eiderostadense volgare ereignete sich im Gründungsjahr 1113 ein dramatischer Vorfall: Die "Boyensmänner" erschlugen ihren Kirchenherren Harmen Lütke in Garding. Als Folge wurde ihnen das Patronatsrecht, also das Recht zur Besetzung der Pfarrstelle, entzogen. In der Folgezeit wurden deswegen von der Hauptkirche auf dem Geestrücken aus weitere Kapellen errichtet, darunter auch die in Poppenbüll.
Die Kirche wurde im Laufe der Jahrhunderte mehrfach umgebaut und erweitert. Das Langhaus stammt noch aus der spätromanischen Zeit, während der Chor in der gotischen Epoche hinzugefügt wurde. Dies spiegelt die architektonische Entwicklung im Mittelalter wider. In der Reformationszeit wurde die Kirche, wie die meisten in der Region, evangelisch. Die reiche Ausstattung aus dem 16. und 17. Jahrhundert zeugt von einer Blütezeit der Gemeinde in dieser Epoche. Besonders hervorzuheben sind hier die bronzene Taufe von 1590 und der Altar von 1601. Im 19. Jahrhundert erfuhr die Kirche größere Veränderungen. Das Gestühl wurde erneuert, wobei man Teile der alten Renaissance-Ausstattung integrierte.
Im Laufe des 20. Jahrhunderts fanden mehrere Renovierungen statt. Eine umfassende Gesamtrenovierung wurde 1984 durchgeführt. Die jüngste große Sanierung erfolgte 2023, bei der Dach, Balken, Fassade und Innenraum umfassend erneuert wurden. Dabei legte man besonderen Wert auf den Erhalt der historischen Substanz und die Verbesserung des Gebäudezustands.

## Architektur
Die Kirche besteht aus einem spätromanischen Langhaus, während der Chor gotische Merkmale aufweist. Die Kirche ist aus Backstein errichtet, was typisch für die Region ist, und steht auf einer Warft, um vor Überschwemmungen geschützt zu sein.

## Ausstattung

### Taufe

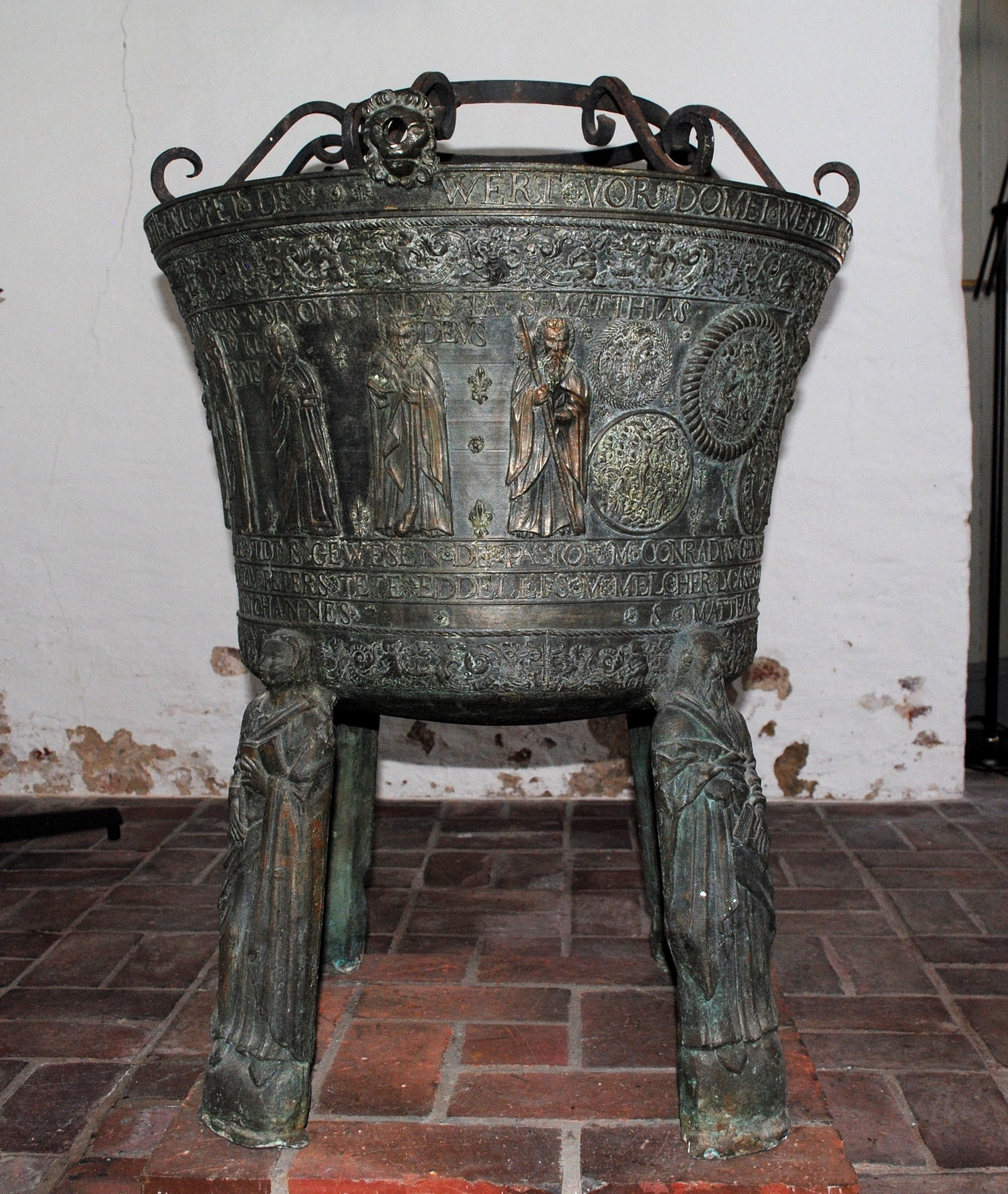
Taufbecken Bronze von 1590

Die Kirche hat, als einzige in Eiderstedt, eine bronzene Taufe, die Melchior Lucas Brant aus Husum  im Jahr 1590 fertigte. Das qualitätsvolle  Renaissancewerk zeigt den spätgotischen Typ mit becherförmiger Fünte auf Tragefiguren der Evangelisten. An der ornamental reich geschmückten Kesselwandung erscheinen zwischen umlaufenden Schriftbändern Reliefs der Apostel sowie Medaillons, in denen christliche Szenen dargestellt sind.

### Gestühl
Aus der Blütezeit der Landschaft Eiderstedt war dieses Gemeindegestühl eines der reichsten. Die heute noch als Reste erhaltenen Türen und Wangen entstanden zwischen 1598 und 1650. Sie sind friesisch-blau gestrichen und wurden in das neue Gestühl der im 19. Jahrhundert stark veränderten Kirche übernommen.

### Altar

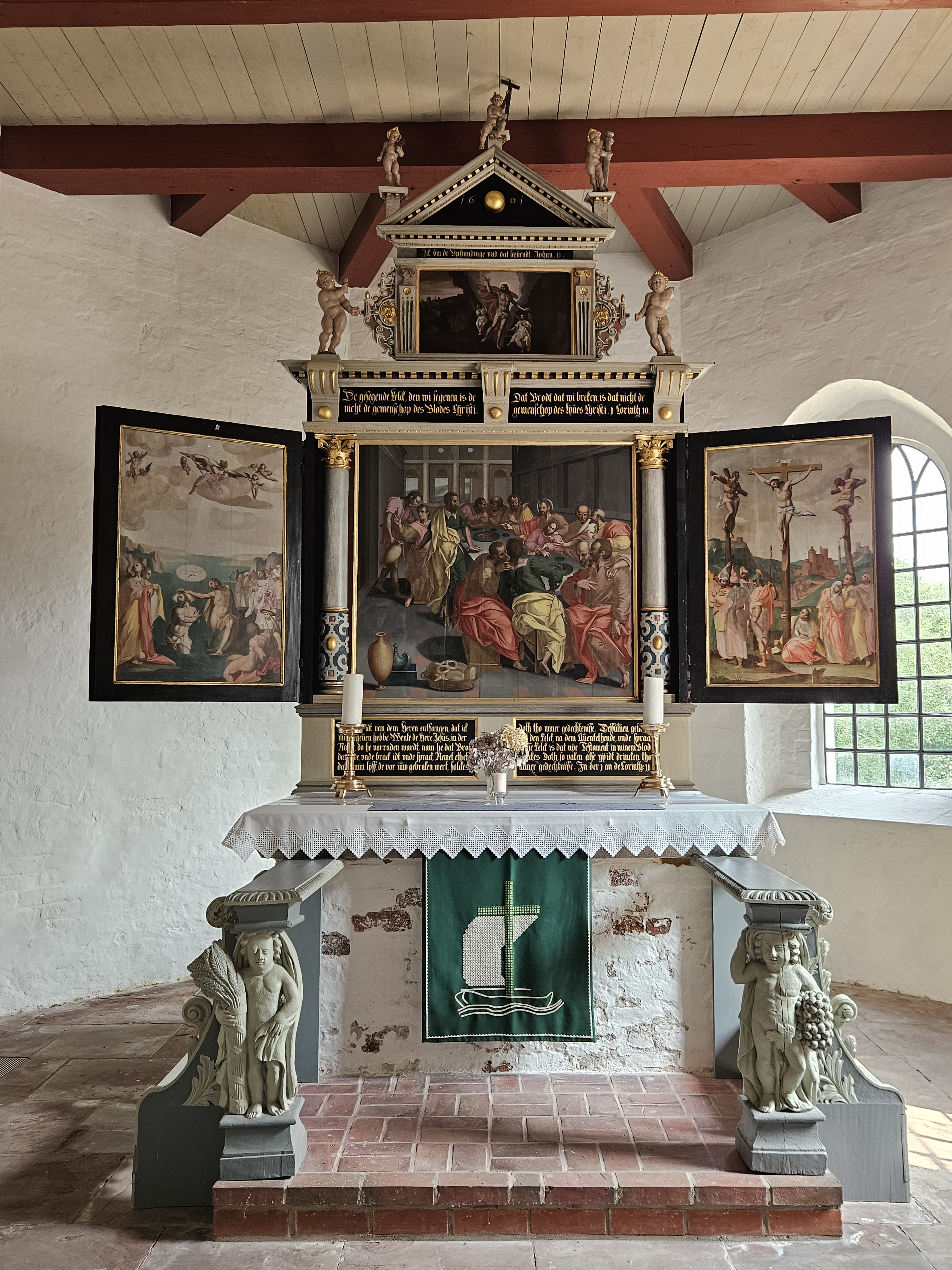
Altar (2024)

Auf einem alten ziegelgemauertem Stipes steht ein dreiteiliger Renaissance-Gemäldealtar. Dieses im Jahr 1601 von Marten van Achten geschaffene Werk hat als Mittelbild das Thema des Abendmahls und in den ungeteilten Flügeln die Taufe und die Kreuzigung. Die Außenbilder der Flügel sind mit der Malerei der ehernen Schlange und der Beschneidung versehen. Unter dem mit Putten flankierten Dreiecksgiebel ist ein mit Anschwüngen enthaltenes Gemälde der Auferstehung eingearbeitet. Unter dem mit Säulen begrenzten Altarbild ist ein Spruch in der Predella enthalten. Ein fast identisches Retabel befindet sich in der Kirche zu Welt.

### Abendmahlsbänke
Die mit Voluten und Akanthus verzierten, aus dem Jahr 1759 stammenden Abendmahlsbänke, sind mit kleinen Tischchen versehen. Diese werden von Putti getragen, die in ihren Armen Garben und Trauben halten, ein Symbol für Brot und Wein.

### Kanzel

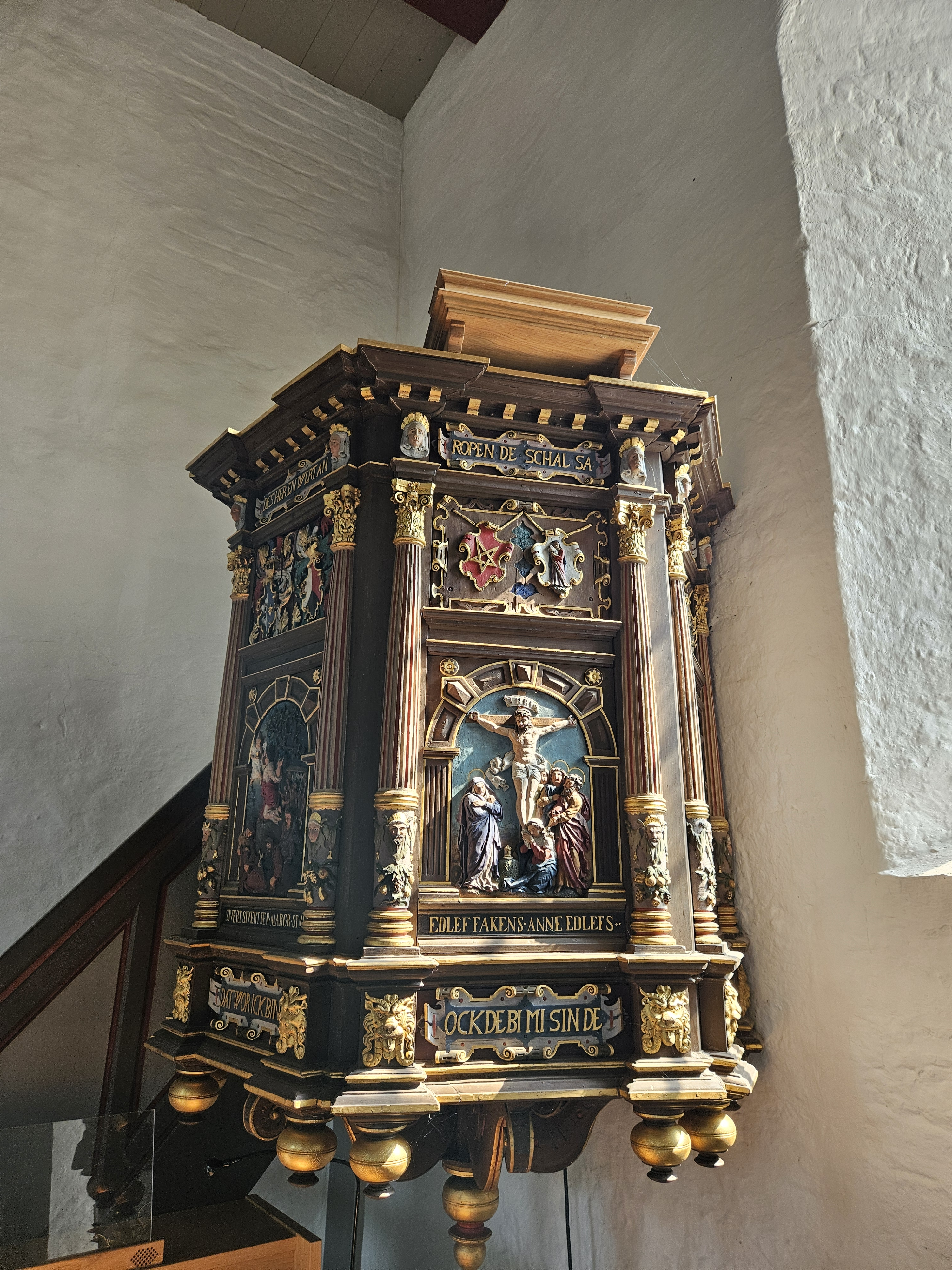
Kanzel (2024)

Die Kanzel  entspricht dem Eiderstedter Schema. Der Kanzelkorb von 1579 ist vierseitig mit Doppelsäulen und neben den Kapitälen als Relief enthaltenen Doppelwappen. Die unter den Wappen eingearbeiteten Reliefs zeigen biblische Szenen, Taufe, Ölbergszene, Kreuzigung und Auferstehung.

### Triumphkreuz
Auf einem Balken aus der Zeit um 1600 ist ein für diese Zeit gotisierender Corpus am Brettkreuz mit Vierpassenden und Evangelistensymbolen befestigt. Flankiert wird der Gekreuzigte von Maria und Johannes.

### Epitaphien
In einem Rahmen der Spätrenaissance mit Hermenpilastern zeigt sich ein Hüftbild des verstorbenen Pastors Conradus Gentzel aus dem Jahr 1617. Dem mit einem Dreiecksgiebel und Schweifwerk versehenem Werk ist ein Unterhang mit einem Frauenkopf zugefügt.

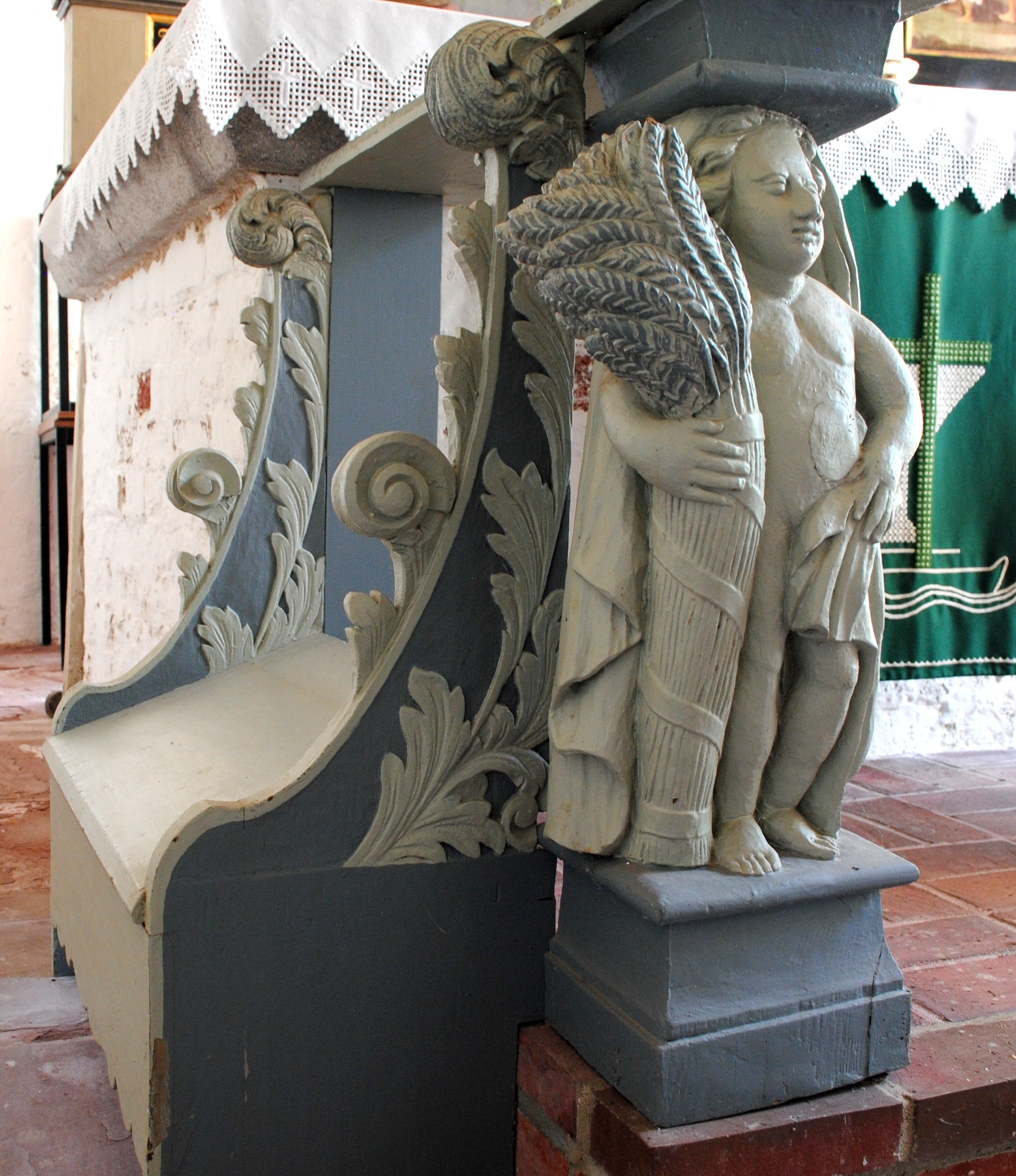
Abendmahlsbank von 1759 (2021)

Im Stil der Neurenaissance zeigt sich das Epitaph Friedrich Wilhelm Rieve. Der 1867 verstorbene Wohltäter der Kirche stellt sich in einem Halbfigurenbild aus dem Jahr 1888 dar.

### Sakramentsschrank
In der Chornordwand befindet sich ein in grauem Farbton nachgearbeiteter Sakramentsschrank aus dem 17. Jahrhundert. Eine in Pilasterrahmen mit Barockanschwüngen verzierte Tür ist mit einem Gesimsgiebel mit Bandelwerk erhalten. Eine links seitlich angebrachte Opferbüchse ist mit einem geigenbrettartigen Holz verbunden.

## Orgel

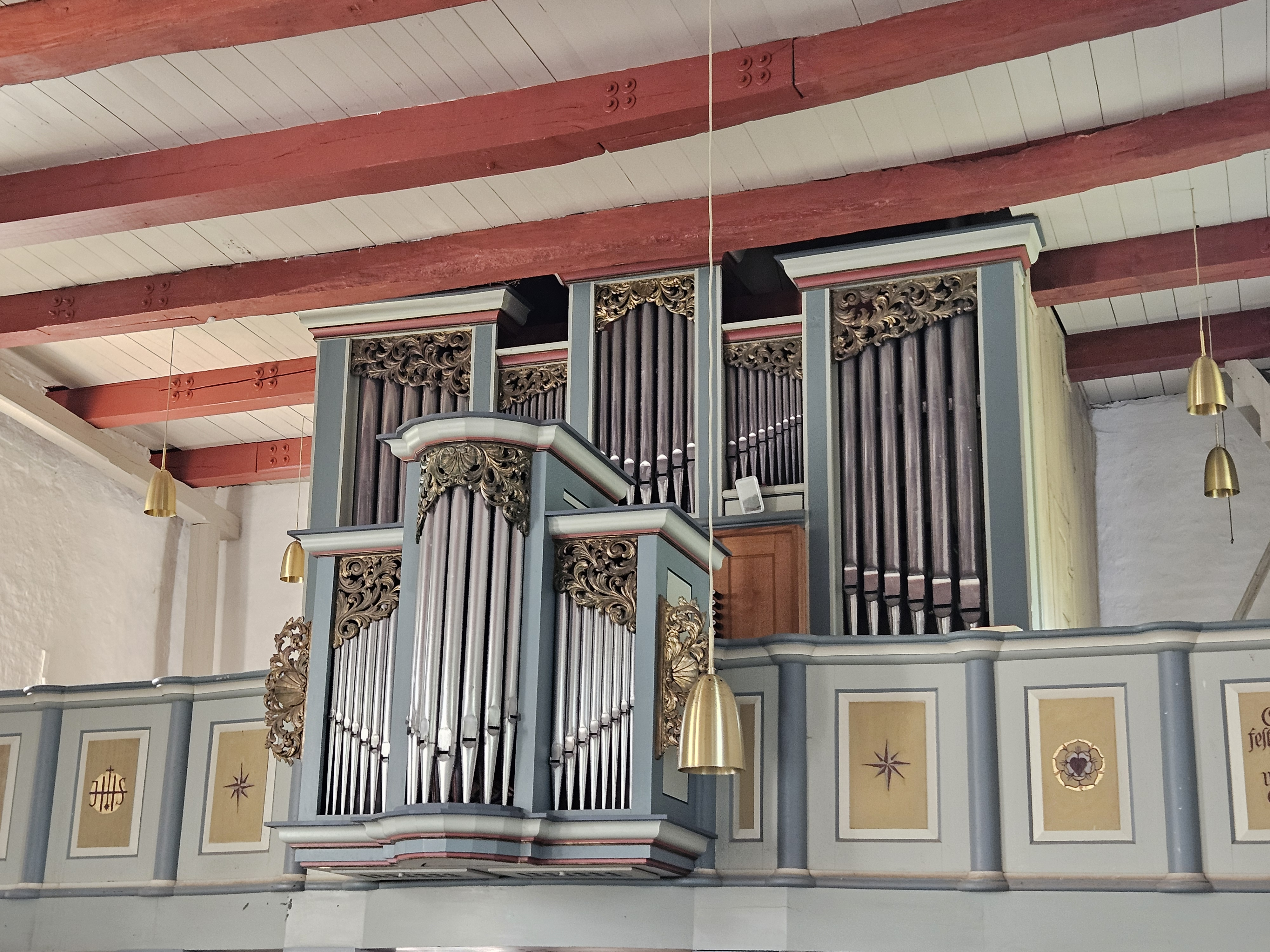
Becker-Orgel (2024)

Die Orgel der Poppenbüller Kirche stammt aus dem Jahr 1985 und wurde von Klaus Becker aus Kupfermühle gebaut. Dabei fanden zahlreiche historische Teile aus Vorgängerorgeln Verwendung, insbesondere 7 Register, Balganlage und Windladen. Die Orgel verwendet für das Hauptwerk ein historisches Gehäuse einer Orgel, die 1847 als Geschenk des Friedrich Wilhelm Rieve nach Poppenbüll kam. Das Werk hat sowohl eine mechanische Register- als auch Spieltraktur und Schleifladen. Die 13 Register verteilen sich auf 2 Manuale und Pedal.
| I Rückpositiv C–c3 |    |
| Gedackt            | 8′ |
| Waldflöte          | 4′ |
| Prinzipal          | 2′ |
| Sesquialter II     |    |
| Tremulant          |    |

| II Hauptwerk C–c3 |       |
| Prinzipal         | 8′    |
| Gedackt           | 8′    |
| Oktave            | 4′    |
| Quinte            | 2 ⁄3′ |
| Oktave            | 2′    |
| Mixtur IV         |       |

| Pedal C–d1 |     |
| Subbaß     | 16′ |
| Oktavbaß   | 8′  |
| Choralbaß  | 4′  |

- Koppeln: II/I, II/P, I/P

## Glocke

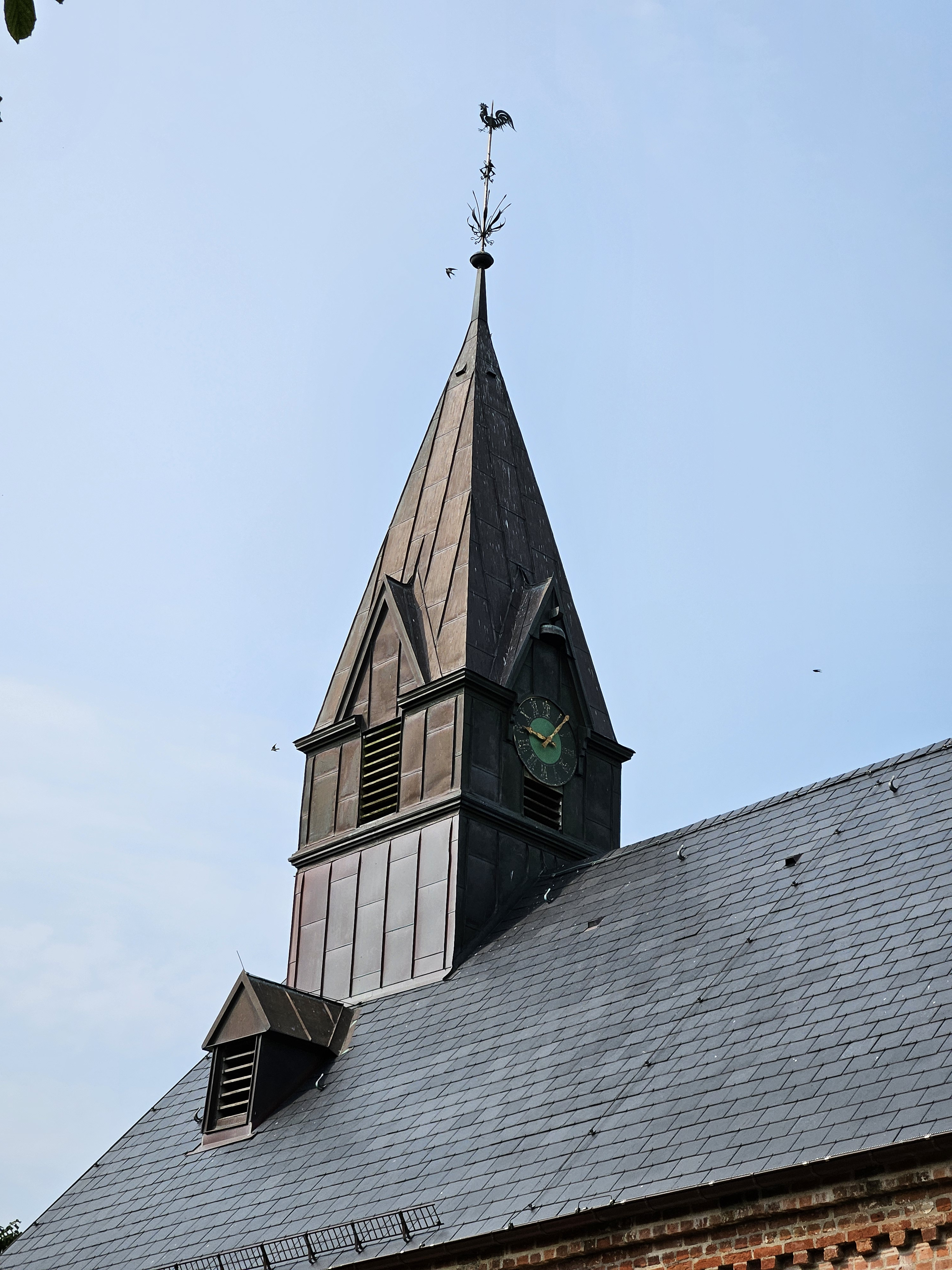
Dachreiter (2024)

Die St. Johannis Kirche in Poppenbüll besitzt eine historisch wertvolle Glocke aus dem Jahr 1590. Sie wurde von Melchior Lucas aus Husum gegossen und hängt im Dachreiter der Kirche. Die bronzene Glocke hat einen Durchmesser von 92 cm, eine Höhe von 87 cm und wiegt 490 kg. Sie ist an einem Stahljoch befestigt und wird schwingend geläutet. Ihr Klang wird als "g1 + 1" beschrieben.
Die Gestaltung der Glocke ist bemerkenswert detailliert. Sie besitzt eine verzierte Sechshenkelkrone und ist mit verschiedenen Friesen und Reliefs geschmückt. Auf der Schulter befindet sich ein gotisierender Fries, gefolgt von einem Fries mit Tritonen und Vasen. Besonders interessant sind die Inschriften. Eine nennt den Gießer Melchior Lucas, die andere auf dem Schlagring erwähnt das Gussjahr 1590 sowie wichtige Personen der damaligen Gemeinde, darunter Pastor Conradus Gentselius. Die Flanke der Glocke zieren vier Medaillonreliefs, die die Dreieinigkeit und die Kreuzigung darstellen.

## Kirchengemeinde
Die St. Johannis-Kirche in Poppenbüll gehörte ursprünglich zur Kirchengemeinde Heverbund mit der St. Martin-Kirche in Osterhever und der St. Stephanus-Kirche in Westerhever. Anfang 2022 fusionierte dieser Verbund mit den Kirchengemeinden Katharinenheerd-Tetenbüll mit der St. Katharina und der St.-Anna-Kirche in Tetenbüll, Welt-Vollerwiek, zu der die St.-Martin-Kirche in Vollerwiek und die Sommerkirche St. Michael in Welt zusammengeschlossen waren und Garding mit der St. Christians Kirche zur neuen Kirchengemeinde Eiderstedt-Mitte. Diese umfasst nun acht mittelalterliche Kirchen, davon sechs aus dem Jahr 1113. Die Fusion ermöglicht eine effizientere Verwaltung und stärkt die Zusammenarbeit zwischen den historischen Kirchen in der Region Eiderstedt.